# Report (časopis)
REPORT byl český hudební měsíčník, dříve známý pod názvem Rock Report, spojený také s hudební cenou Žebřík. Založen byl v Plzni roku 1990 Jaroslavem Hudcem a vycházet přestal v roce 2010. Pokračuje jako internetový magazín iReport, provozovaný od roku 2000 a podporovaný Státním fondem kultury ČR.

## Zaměření a podoba
Zpočátku byl metalovým fanzinem, později se zaměřil především na rockovou hudbu s přesahy do elektronické hudby, hip hopu a dalších žánrů. Vycházel v tištěné podobě s přiloženými CD a DVD. Za poplatek byl ke stažení na internetových stránkách ve formátu PDF bez hudební přílohy. Od roku 2000 kromě časopisu udržuje redakce také iternetový portál iReport. Šéfredaktorem byl Aleš Hrazim a stávajícím je Josef Martínek – od roku 2013 člen Akademie populární hudby, která uděluje hudební cenu Anděl.